# Praderas del Potrero
Praderas del Potrero är en ort i Mexiko.   Den ligger i kommunen Atotonilco de Tula och delstaten Hidalgo, i den sydöstra delen av landet, 50 km norr om huvudstaden Mexico City. Praderas del Potrero ligger 2 319 meter över havet och antalet invånare är 1 066.
Terrängen runt Praderas del Potrero är kuperad åt sydost, men åt nordväst är den platt. Runt Praderas del Potrero är det ganska tätbefolkat, med 179 invånare per kvadratkilometer. Närmaste större samhälle är Colonia Santa Teresa, 4,4 km söder om Praderas del Potrero. I omgivningarna runt Praderas del Potrero växer huvudsakligen savannskog.